# Effet néphélauxétique
En chimie de coordination, l'effet néphélauxétique est l'accroissement de la taille des orbitales d d'un métal de transition quand il forme un complexe,.  Il en résulte que la répulsion entre les deux électrons d'une orbitale d occupée du métal est plus faible dans ces cas où il est associé à un ligand que pour le métal libre, ces électrons se répartissant dans un volume plus vaste. Cela peut avoir deux origines : d'une part le caractère covalent de la liaison de coordination, qui résulte du recouvrement de deux orbitales atomiques, ce qui accroît leur volume ; d'autre part la réduction de la charge électrique effective du noyau du métal sous l'effet des charges négatives apportées par le ligand, ce qui tend à élargir les orbitales. On peut observer ce même effet néphélauxétique pour les orbitales f des lanthanides, mais il est bien plus faible que pour les orbitales 3d, 4d et 5d des métaux de transition ordinaires.
Cet effet se traduit par la diminution du paramètre B de Racah, mesurée par le paramètre néphélauxétique β :
β = Bmétal complexé / Bmétal libre.
Le paramètre néphélauxétique est inférieur ou égal à 1 : la liaison est purement ionique lorsqu'il vaut 1, et devient de plus en plus covalente lorsqu'il décroît, ce qui correspond à un effet néphélauxétique croissant lié au fait que le nuage électronique du métal se délocalise de plus en plus vers le ligand.
On observe expérimentalement que l'effet néphélauxétique dépend de la nature des ligands ; la liste ci-dessous les classe par effet croissant, :
F− < H2O < NH3 < en < [NCS]− < Cl− < CN− < Br− < N3− < S2− ≈ I−.
Cette série peut sembler similaire à la série spectrochimique, mais elle en diffère sensiblement, par exemple au niveau de la position des halogénures (F−, Cl−, Br− et I−) ; elle montre que le fluor tend à former une liaison ionique tandis que l'iode forme une liaison davantage covalente avec les métaux.
Les métaux eux-mêmes peuvent être classés par effet néphélauxétique croissant :
Mn(II) ≈ V(II) < Ni(II) ≈ Co(II) < Mo(II) < Re(IV) < Fe(III) < Rh(III) ≈ Ir(III) < Co(III) < Mn(IV) < Pt(IV) < Pt(VI).